# Myxobolus balantiocheili
Myxobolus balantiocheili is een microscopische parasiet uit de familie Myxobolidae. Myxobolus balantiocheili werd in 2004 beschreven door Levsen, Alvik & Grotmol. 